# 穹天論
穹天论，晋朝虞耸提出的宇宙结构理论。
虞耸的穹天论提出了“天形穹隆如鸡子，幕其际，周接四海之表，浮于元气之上”，基本上沿袭盖天说的说法。但其中“复奁以抑水，而不没者，气充其中故也”的比喻是有独到之处，他亲自做过实验，对气体性质有一定认识。《晋书·天文志》记载：李淳风《乙巳占》，并作虞耸《穹天论》。《太平御览》卷二引《穹天论》。《穹天论》“史志”不著录，已佚。清朝马国翰据《晋书·天文志》及类书辑录成一卷。